# Вусач-меґараґій березовий
Перев’язник березовий (лат. Rhagium mordax De Geer, 1775) — вид жуків з родини Скрипунових.

## Поширення
За своєю хорологією Rh. mordax належить до групи західнопалеарктичних видів у складі палеарктичного комплексу. Вид поширений у Європі, Росії та на Кавказі. 
Перев'язник березовий – широко розповсюджений і численний у лісовій і лісостеповій зонах України. У Карпах вид, приурочений до листяних лісів нижнього лісового поясу, хоча зрідка трапляється і у верхньому поясі.

## Екологія
Літ триває з кінця травня до серпня, максимум чисельності припадає на середину червня в передгір’ях, та на липень в гірських районах. Імаго зустрічається на квітах, у передгір’ях на арункусі звичайному (Aruncus vulgaris Rafin), а в гірських – на гадючнику в’язолистому (Filipendula ulmaria L.). Личинки розвиваються в деревині берези (Betula verucosa L.), граба та деяких інших листяних порід. Rh. mordax заселяє мертву суху і слабо розкладену деревину.

## Морфологія

### Імаго
Від Rhagium inquisitor L. відрізняється більшими розмірами тіла 17-25 мм, яке також чорного забарвлення, вкрите густими лежачими світлими волосками. Надкрила в густих лежачих волосках, з двома перерваними біля шва жовтими перев’язями, та чорною плямою між ними. Скульптура надкрил зморшкувата зі слабо вираженими реберцями. Голова з великими добре розвиненими скронями, які довші за очі. Вусики короткі, не довші за передньоспинку. Передньоспинка з одним великим шипом.

### Личинка

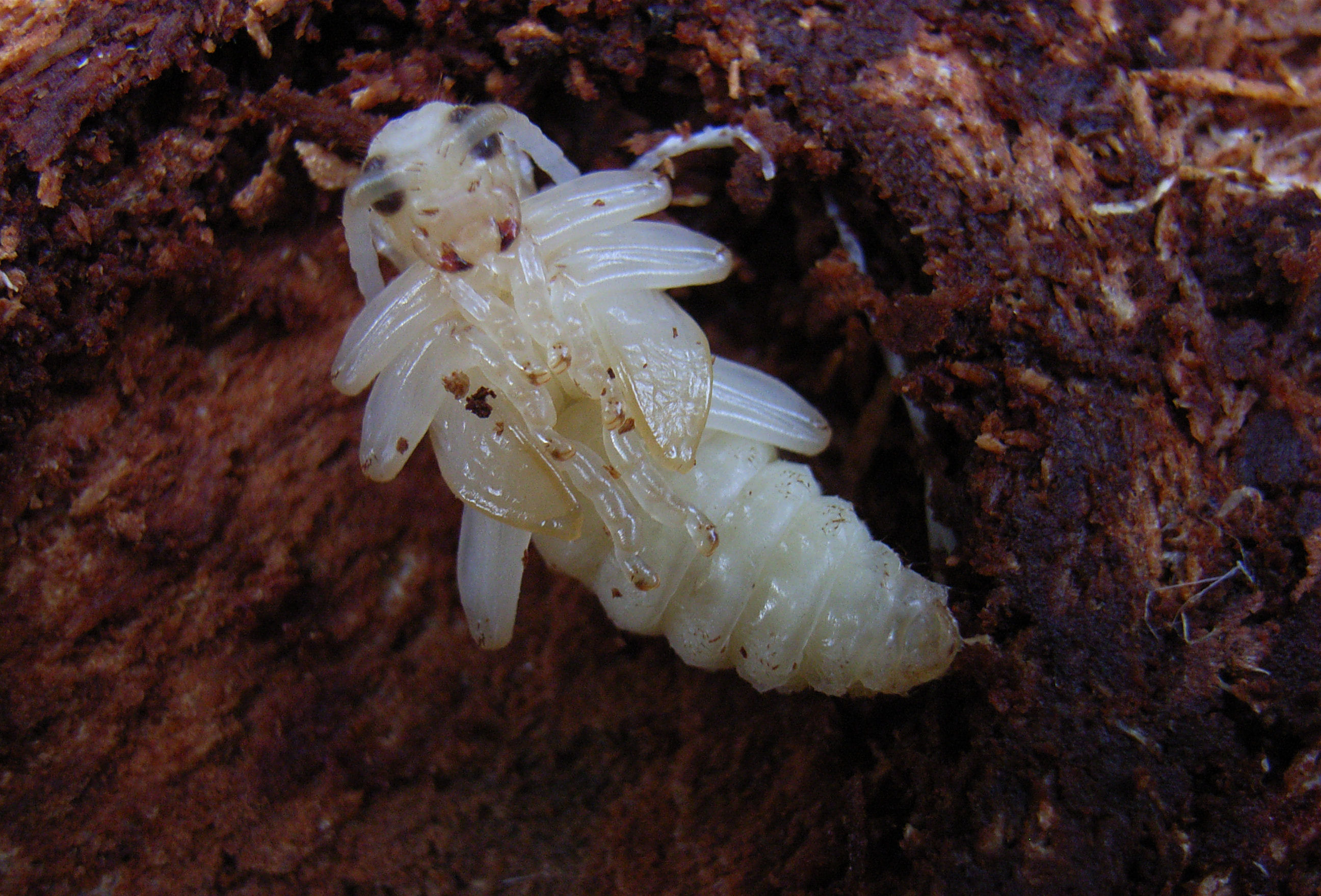
Лялечка вусача-меґараґія березового

Тіло сплющене в дорзо-вентральному напрямку. Голова велика, плоска. З кожної сторони голови по одному основному вічку. Вусики маленькі двочленикові. Мандибули вузькі і довгі, зовні біля вершини гладенькі, при основі з неправильною скульптурою, а з середини з гострими, косими кілями. Наличник, як і верхня губа, широкий, остання має овальну форму. Ноги порівняно довгі. Пронотум при основі гладкий. 9-й сегмент черевця без шипа.

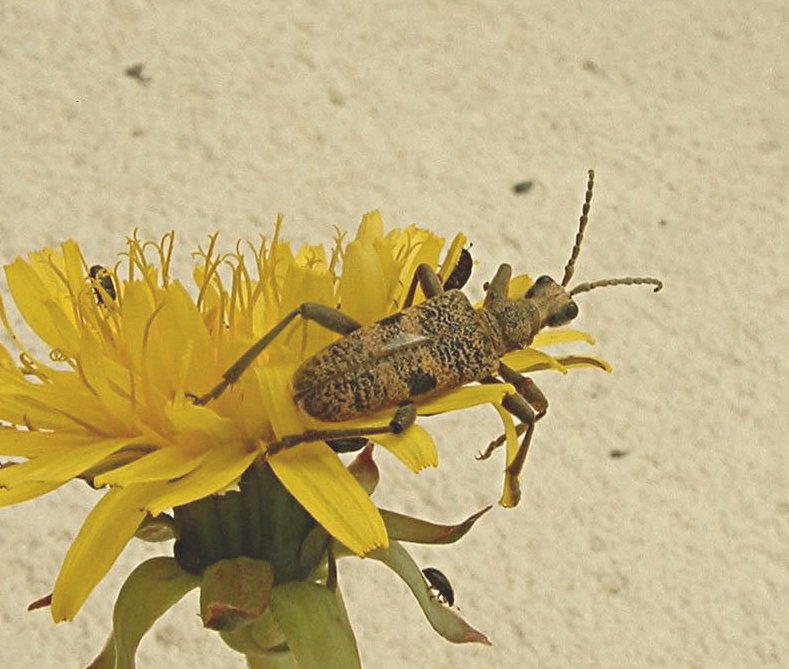
Імаґо вусача-меґараґія березового

## Життєвий цикл
Життєвий цикл триває 2 роки.